# Marigot (Saint-Martin)

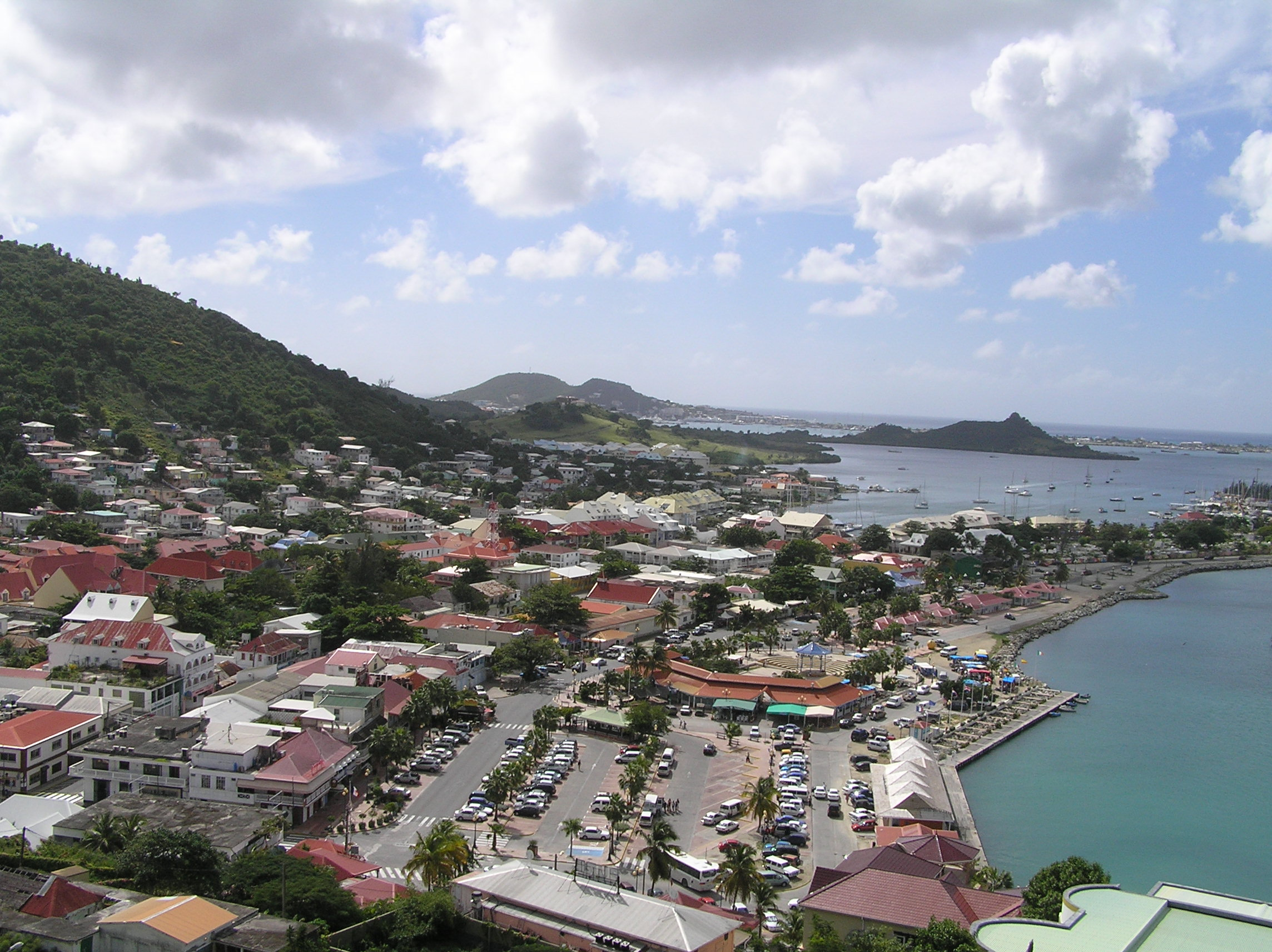
Vista del centre de Marigot

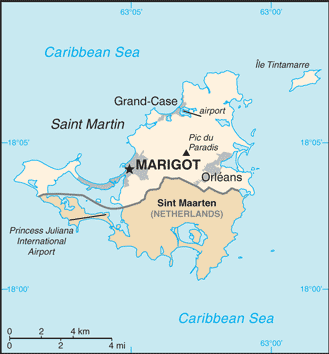
Localització de Marigot a l'illa de Sant Martí

Marigot és la capital de la col·lectivitat de la part francesa (Saint-Martin) de l'illa de Sant Martí, a les Antilles.

## Dades geoeconòmiques
Marigot és a la costa occidental de l'illa de Sant Martí, en una zona d'origen pantanós d'on li ve el nom, en francès marigot significa bassa. Hi viuen unes 3.370 persones. Té una gran activitat en el sector turístic i en el comerç, aprofitant una fiscalitat avantatjosa que fa que productes de luxe, joies, licors, tabacs, pells,... puguin valer gairebé la meitat que als Estats Units.

## Història

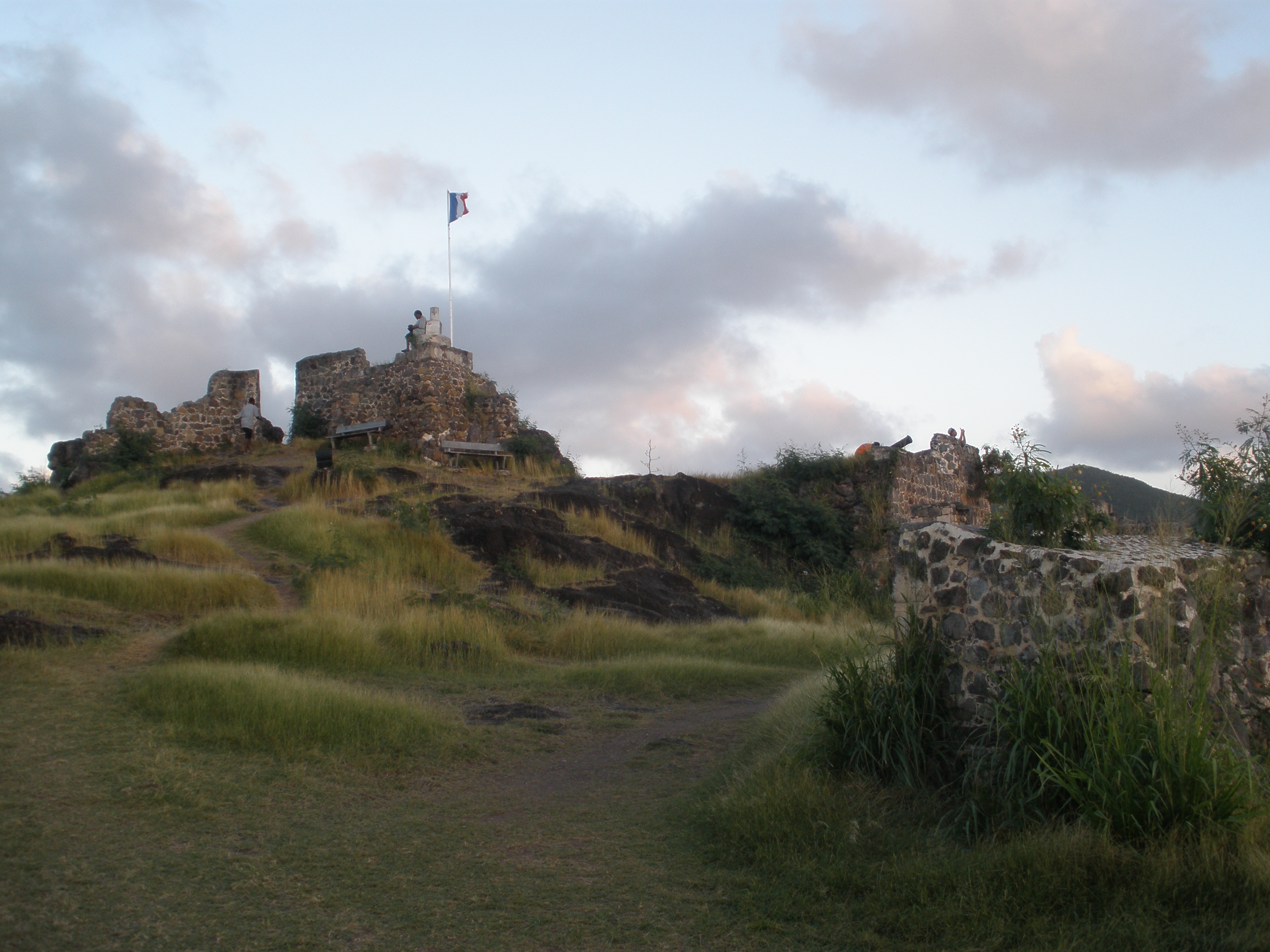
El Fort Louis

El 1765, durant el regnat de Lluís XVI, els francesos van decidir establir la capital de l'illa en el que fins llavors havia estat un poblet de pescadors. Hi van construir el Fort Louis, que esdevindria l'edifici insígnia de la vila.